# Timia alini
Timia alini är en tvåvingeart som beskrevs av Erich Martin Hering 1938. Timia alini ingår i släktet Timia och familjen fläckflugor. Inga underarter finns listade i Catalogue of Life.